# Bubach
Bubach ist eine Ortsgemeinde in der Mittelgebirgslandschaft des Hunsrücks im Rhein-Hunsrück-Kreis, Rheinland-Pfalz. Sie gehört der Verbandsgemeinde Simmern-Rheinböllen an.

## Lage und Ortsbeschreibung

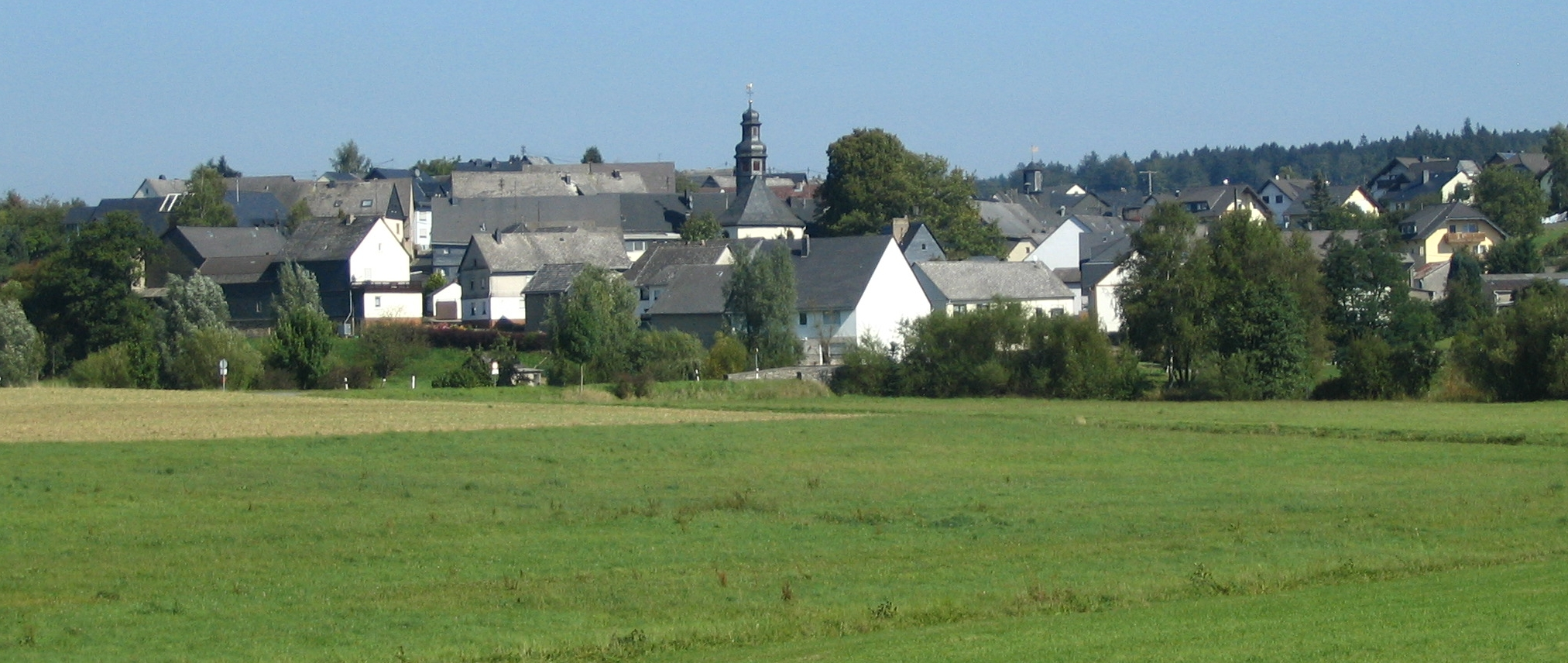
Bubach aus südlicher Richtung

Bubach liegt auf einem kleinen Riedel (einem langgestreckten Rücken) zwischen dem Bubacher- oder Grundbach (Simmerbach) und dem  Maisborner Bach oder dem Flößchen, die unterhalb Bubachs zusammenfließen (Schutzlage). Der dritte Bach, von Laubach und der Bubacher Burg, einer nur noch schwerlich erkennbaren mittelalterlichen Motte in einem Sumpfgebiet, her kommend, macht den Bach so stark, dass er eine Mühle antreiben konnte, die deshalb ca. einen Kilometer vom Ort entfernt liegt. In der Spitze des Riedels liegt die kleine evangelische Kirche mit einer Stumm-Orgel von 1852 (Bubach ist pfarramtlich mit Horn verbunden, Katholiken bildeten bis 1945 nur eine kleine Minderheit), darunter das ehemalige stattliche Schulhaus (von 1910). Bubach wird im Wesentlichen durch zwei Straßen gebildet, dem „Vorderdorf“, nach Südwesten hin ausgerichtet, und dem „Hinterdorf“. Das Dorf leistete sich 1933 ein Freibad am Bubacher Bach oberhalb des Ortes (jetzt Fischteich). Erster und damals einziger Schwimmer im Dorf war der Dorfschullehrersohn und Student der Theologie Hermann Michel, der bei der Einweihung mit vielen Vereinen und Gästen aus der Nachbarschaft auch als Kandidat der Theologie in der Kirche die Festpredigt hielt

Zum Ort gehört die Wochenendsiedlung Ammerich in südöstlicher Richtung, an der Straße nach Riegenroth.

## Geschichte

### Vorzeit
Der Name des Ortes ist entstanden aus Buochbach und weist damit auf seine Gründung oder Benennung in der ersten Fränkischen Siedlungsperiode im 6. bis 8. Jahrhundert hin. Auch seine Gunstlage auf dem trockenen Sporn nahe an den beiden Bächen spricht für eine frühe Besiedlung. 1940 tauchte ein auf der Gemarkung gefundenes Steinbeil auf, das auf eine Besiedlung der Flur bereits in der Jungsteinzeit schließen lässt. Es befindet sich heute im Hunsrückmuseum in Simmern.

### Mittelalter
Die Ersterwähnung von Bubach (Buochbach) datiert vom 10. Juli 1002 in einer Urkunde des Königs und späteren Kaisers Heinrich des II., mit der er aus seinem Besitz sechs Königshufen an einen Ritter Gezo aus dem Nahegau schenkt. Auch diese Königshufen sprechen für ein hohes Alter der Siedlung. Das „Tausendjährige“ wurde groß und mit einer Festschrift gefeiert. Im Jahre 1135 wird Bubach als Bubpach in einer Schenkung der Gertrud von Honrein (Horn) an das Kloster Ravengiersburg erwähnt, was 1166 von Kaiser Friedrich Barbarossa bestätigt wurde. In der neueren Literatur wurden diese beiden Urkunden als Fälschungen des Archivars Georg Friedrich Schott bezeichnet. Sie werden jedoch als Regest im Ravengiersburger Lagerbuch von 1600 aufgeführt. In diesem Regest findet auch Bubach eine Erwähnung.
Am 13. Juni 1302 wird in Bubach und anderen Orten Reichsgüter und Rechte durch König Albrecht an die Grafen von Sponheim für 500 Kölner Mark verpfändet. Das Laubacher Schöffen-Gericht mit Bubach gehörte ab Mitte des 14. Jahrhunderts dann zur Kurpfalz. 1410 gelangte der Ort mit dem ganzen Umland an das neu geschaffene Herzogtum Pfalz-Simmern. Die erste Kirche war eine den Heiligen Philipp und Jakob gewidmete Kapelle, die für das Jahr 1493 mit einer vom Trierer Erzbischof Johann genehmigten Bittprozession erwähnt wird, deren Standort aber nicht überliefert ist.

### Neuere Zeit
Bubach hatte vor dem Dreißigjährigen Krieg (1498) 79 Erwachsene (insgesamt also etwa 200) Einwohner, in etwa (1599) 16 Haushalten (Feuerstätten). Nach dem Krieg waren nur noch 5 Familienväter steuerfähig (Schätzung von 1656). 1698, zwei Generationen später, waren es erst 44 Einwohner. Zwischen 1767 und 1894 wanderten 29 Bubacher aus, zum größten Teil nach Brasilien. Nach der Besetzung des linken Rheinufers (1794) durch französische Revolutionstruppen wurde der Ort französisch. Für 1809 werden dann 209 und 1840 270 Einwohner gezählt. 1815 wurde die Region auf dem Wiener Kongress dem Königreich Preußen zugeordnet. Seit 1946 ist der Ort Teil des Landes Rheinland-Pfalz.
1844 wurde die Große Brücke unterhalb Bubachs auf Gemeindekosten gebaut, die ebenfalls steinerne Brücke oberhalb des Ortes auf Lingerhahn zu entstand 1850. Es ging also aufwärts in der neuen preußischen Zeit. Ein neuer Friedhof wurde 1873 am Riegenrother Weg angelegt. 1826 wurde das erste Schulhaus errichtet. Es stand wie auch die letzte Schule am Ortseingang im Vorderdorf. Vorher wurde in Privathäusern unterrichtet. Das Gebäude wurde von den Evangelischen bezahlt, die Katholiken gingen nach Laubach zur Schule. Die Schule von 1910, auch sie hatte nur einen Klassenraum, aber eine großzügige Lehrerwohnung, und im Schulkeller eine moderne Warmwasser-Wannenbadeeinrichtung, war auch nur für die Evangelischen bis zur politisch verfügten Einrichtung der Einheitsschule im Jahre 1937. Nach dem Kriege wurde der alte Zustand wiederhergestellt. 1956 bis zur Schließung 1971 wurde die Schule aber wieder als Gemeinschaftsschule geführt. Sie wird heute als Privathaus genutzt.
1887 wurde im Gasthof Ries (von 1871) eine Poststelle eingerichtet (bis 1975), die 1903 eine öffentliche Fernsprechstelle bekam. 1900 bis 1908 wurde die Hunsrückbahn gebaut, Haltepunkt Dudenroth. Eine zentrale Wasserversorgung wurde 1905/06 gebaut. Da die dazugehörigen Quellen oberhalb des Dorfes liegen, kommt sie ohne Pumpen aus. 1922 kam der Elektrische Strom nach Bubach.

### Bubacher Burg

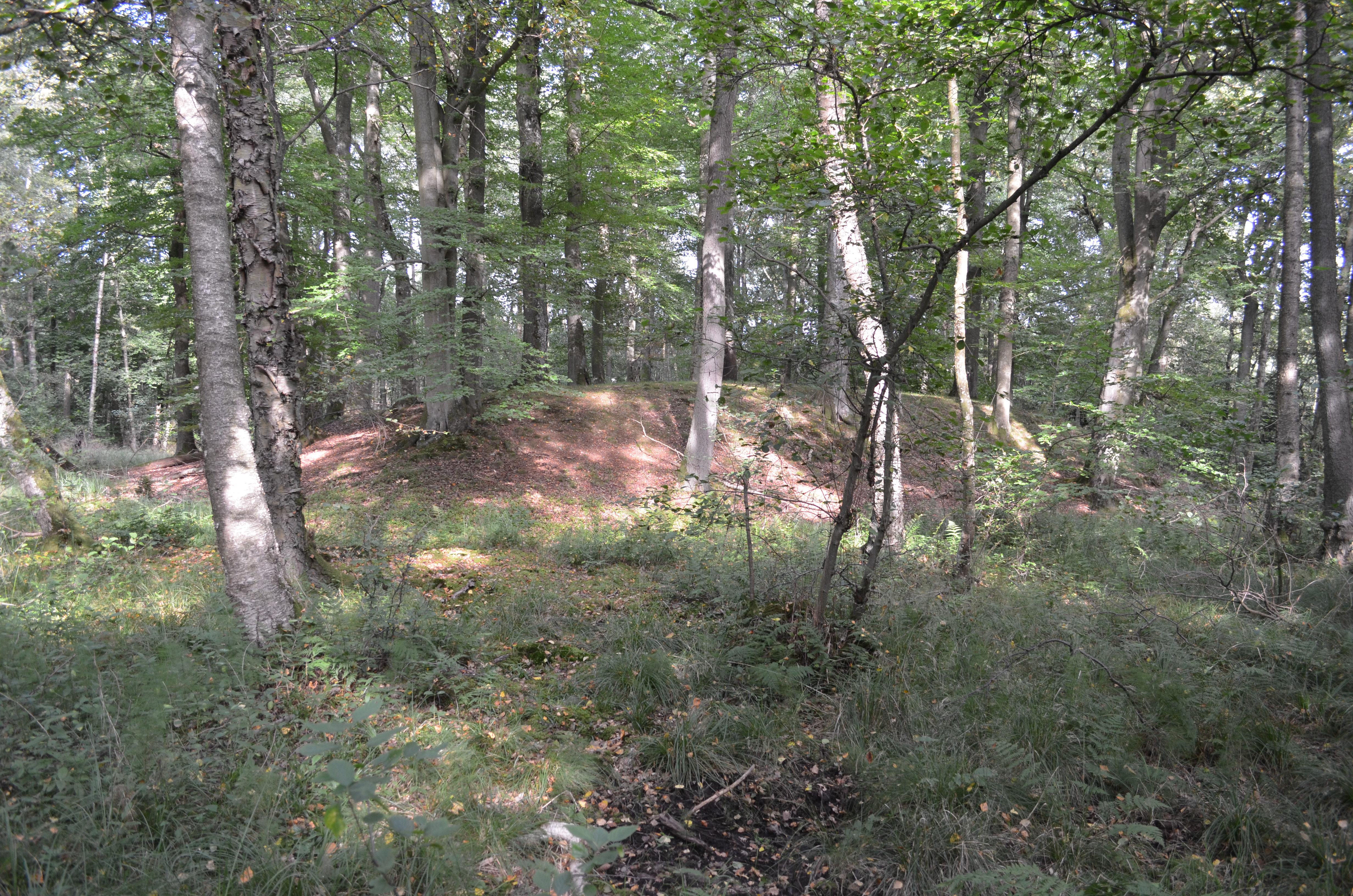
Bubach, Niederungsburg (2016)

Südwestlich von Bubach in einem sumpfigen Gelände an einem Zufluss des Grundbachs von Laubach her befinden sich die Reste einer mittelalterlichen Niederungsburg (Motte). Genauere geschichtliche Angaben über die Anlage liegen nicht vor. Es handelt sich um einen etwa 30 mal 30 Meter großen, annähernd quadratischen Burghügel, der von einem kreisrunden Wall umgeben ist. Zuweg ist an der Brücke der Horner Straße.

### Kriege
Im Ersten Weltkrieg hatte die Gemeinde 14 Tote zu beklagen. Viele Männer waren als Soldaten eingesetzt und fehlten im Dorf, auch der Förster und der Lehrer, dieser kam schwer verletzt mit einer gelähmt gebliebenen rechten Hand zurück, vermochte aber seinen Schul- und Organistendienst wieder aufzunehmen.
Der Zweite Weltkrieg verlangte weit größeren Blutzoll. 25 Namen mussten den 14 Namen auf dem Kriegerehrenmal an der Kirche von 1922 hinzugefügt werden. 1916, im Ersten Weltkrieg, waren auf den Bauernhöfen etwa 29 russische Kriegsgefangene eingesetzt. Ab 1941, im Zweiten Weltkrieg, wurden 14 französische, 6 polnische und 12 sowjetische Kriegsgefangene zur Zwangsarbeit eingesetzt. Beim Einmarsch der Amerikaner am 18. März 1945 gab es keine Schäden, außer dass das Eingangsschild vom Adolf Hitler Bad (bad = schlecht !!) als Trophäe mitgenommen wurde.

### Wandel nach dem Zweiten Weltkrieg
1954 bis 1956 wurde das Gemeindehaus gebaut an Stelle des alten Backhauses „Bakkes“. 1955 stellte der Gastwirt Ries das erste Fernsehgerät auf. Von 1955 bis 1976 gab es im Ort ein Gemischtwarengeschäft.
1961 gab es bereits fünf Mähdrescher. Bei der Volkszählung von 1961 wurden in Bubach 56 Gebäude mit 55 Haushalten, 6 Arbeitsstätten (1 Schmied, 1 Laden, 1 Gastwirtschaft mit Übernachtung und Poststelle sowie wohl 3 Bauern, die Personal beschäftigten) und 269 Einwohnern gezählt. Der Kölner Geograph Reinhard Zschocke schreibt zusätzlich, dass der größte Teil der noch bestehenden Betriebe (1964 noch 37, ungefähr ein Drittel bereits aufgegeben) hauptberuflich, wenn auch meist von der Großelterngeneration bewirtschaftet wird, wobei ein Teil der Bauern saisonweise als Waldarbeiter arbeitet. Beschäftigungsmöglichkeiten gebe es noch im Straßenbau sowie im Sägewerk in Maisborn. Die Zahl der nebenberuflich oder am Feierabend wirtschaftenden Betriebe sei relativ gering. Die Zahl der Betriebe hatte bis 1967 schon auf 30 abgenommen. Heute gibt es nur noch sehr wenige landwirtschaftlichen Betriebe. 
950 m südlich von Bubach befindet sich an der Landstraße 219 in Richtung Riegenroth die Wochenendhaussiedlung „Im Ammerich“. 1961 wurde das Gelände ausgewiesen. Es wurde bis 1975 voll bebaut. Aus der anfänglichen Holzhaus-Siedlung aus 18 Häusern mit Wasser-, Strom-, Kanal- und Telefonanschluss wandelte sich das Gebiet im Laufe der Jahre zu einer Siedlung mit Gebäuden, von denen einige heute dauerhaft bewohnt werden. Das Gebiet liegt teilweise im Wald am Hang zum Grundbach und dem ehemaligen Mühlengraben der zur Gemeinde Riegenroth gehörenden Klumpenmühle.
Ab 1980 wurden im Obergarten 21 reine Wohnhäuser gebaut. Die junge Generation wollte zeitgemäß wohnen. Die Zahl der Einwohner hat sich dadurch aber nicht wesentlich erhöht. Ein weiteres Neubaugebiet oberhalb des Friedhofes entstand im Jahre 2000. Auch der Ort wurde stark durch Um- und Neubauten der modernen Zeit angepasst. Dabei sind nicht nur die Misthaufen vor den Türen verschwunden.
In jüngster Zeit wurde ein komfortables Blockhaus mit Grillplatz am Baumstück vor dem Maisborner Wald errichtet.
Im Rahmen der kommunalen Neuordnung schloss sich Bubach auf eigenen Wunsch (Beschluss vom 4. Dezember 1969) der damaligen Verbandsgemeinde Simmern (und nicht Kastellaun) an.

## Kirche
Die Reformation wurde in der Kurpfalz 1557 eingeführt, aber 1626 wurden viele protestantischen Pfarrer in der Gegenreformation vertrieben. Erst in der Kurpfälzischen oder Kauber Kirchenteilung von 1706 wurden klare Verhältnisse geschaffen und die Kirchen aufgeteilt. Bubach blieb mit Horn und Riegenroth evangelisch. Die Katholiken gingen in die Kirche von Laubach. Sie hatten aber ihre eigene Ecke auf dem Friedhof um die Kirche. 1764 wurde nach Abriss eines baufälligen Vorgängerbaus die heutige Dorfkirche erbaut und am 16. Juni 1765 eingeweiht. Eine Orgel wurde 1852 für 700 Taler angeschafft. Sie stammte aus der Werkstatt Stumm.
Für 1965 wird nach Konfessionen differenziert: 209 Protestanten und 88 Katholiken. Die Zahlen haben sich bis zur Gegenwart nicht wesentlich verändert.
Seit dem 1. Januar 2019 gehört Bubach zur evangelischen Kirchengemeinde Zehn Türme. Diese bildete sich aus der Fusion der bis dahin selbstständigen Kirchengemeinden Bell-Leideneck-Uhler, Riegenroth, Gödenroth-Heyweiler-Roth und Horn-Laubach-Bubach.

## Politik

### Bürgermeister
Ortsbürgermeisterin war bis 2024 Elke Härter. Bei der Kommunalwahl am 26. Mai 2019 wurde sie mit einem Stimmenanteil von 79,31 % in ihrem Amt bestätigt. Zur Kommunalwahl am 9. Juni 2024 trat sie nicht mehr an. Marco Klumb wurde ohne Gegenkandidaten mit 93,0 % der Stimmen zum neuen Bürgermeister gewählt.

### Gemeindewappen
Der Gemeinderat beschloss 1979 die Erstellung eines Wappens. Es stellt im quergeteilten Schild links (heraldisch rechts) im weißen Feld ein grünes Buchenblatt, den blau geschlängelten Grundbach sowie in schwarz die ortsbildprägende Brücke dar. Im anderen schwarzen Feld ist der gelbe rotbewehrte schreitende Kurpfälzische Löwe abgebildet.

## Mundartlicher Spruch zum Ort
„Wäste wohl, wo Bobach leit? Bobach leit im Grund, wo die beese Bue sin, stinke wie die Hunn. Wo die scheene Mädche sin, glänze wie die Sun!“ (Weist du wo Bubach liegt? Bubach liegt im Grund, dort wo die bösen Buben sind, stinken wie die Hunde. Wo die schönen Mädchen sind, glänzen wie die Sonne!)